# Spoorlijn Bazel SBB - Bazel Bad Bf
De Basler Verbindungsbahn is een Zwitserse spoorlijn die het station Basel SBB gelegen in het centrum van Bazel (vroeger Groot-Bazel genoemd) op de linker Rijnoever via een spoorbrug verbindt met het station Basel Badischer Bahnhof gelegen aan de rand van Bazel (vroeger Klein-Bazel genoemd) op de rechter Rijnoever. Over de spoorbrug rijden dagelijks enkele honderden personen- en goederentreinen.

## Geschiedenis
Het traject werd vastgesteld in Artikel 4 van het Internationaal verdrag van 15 oktober 1869 betreffende de bouw en exploitatie van een Gotthardspoorlijn. Op 17 maart 1870 werd door de Zwitserse bondsregering een concessie verleend voor de Basler Verbindungsbahn.
Op 3 november 1873 werd het hart van de spoorweg, de enkelsporige Rijnbrug, geopend. Bij de bouw van de brug was al rekening gehouden met het aanbrengen van het tweede spoor.
Ten gevolge van een afspraak tussen de toenmalige Schweizerische Centralbahn en de Badische Staatseisenbahnen werd de Basler Verbindungsbahn een gezamenlijke onderneming van deze bedrijven. Het bouwkapitaal werd uitsluitend bijeengebracht door de toenmalige SCB, en haar rechtsopvolger de SBB is nog steeds eigenaar van het traject
Sinds de Bahnreform wordt het onderhoud van de infrastructuur uitgevoerd door de SBB. Er rijden naast treinen van de SBB en DB veel treinen van andere ondernemingen over dit traject. De eigendomsgrens van SBB ligt bij km 3.461 aan de rechteroever van de Rijn.
Het traject in klein-Bazel werd in 1913 vervangen door een oostelijk traject met nieuw station. Op de plaats van het oude station zijn de beursgebouwen gevestigd. In de toekomst is in deze buurt een ondergronds station Messe centrum van de stadstunnel Bazel voorzien.

## Spoorbrug
Van een spoorbrug over de Rijn was in 1860 voor het eerst sprake om een verbindingspoor samen met wegverkeer als Harzgrabenbrücke over de Rijn te bouwen. De plannen voor deze gecombineerde brug mislukten vanwege de hoge kosten en de grote moeilijkheden met hellingen en bochten.
Na het besluit tot aanleg van de Basler Verbindungsbahn in het jaar 1869 besloot men tot de bouw van een enkelsporige brug met voetpad in de buurt van de Birs-monding.
De firma Lauterburg & Thormann bouwde de pijlers en liggers voor de brug. De firma Schneider & Cie uit Creuzot maakte de brugconstructie en begon in 1870 met de werkzaamheden.
De pijlers werden zo gebouwd dat later een tweede brug bij kon worden geplaatst en het traject dubbelsporig berijdbaar werd.
In november 1873 kon de brug voor het treinverkeer worden overgedragen aan de Basler Verbindungsbahn.
De op drie pijlers rustende brug hinderde de scheepvaart en moest in 1896 en 1924 versterkt worden voor gebruik van zwaardere locomotieven en treinen. De brug had een lengte van 216,3 meter.
Ook werden vanaf 1913 plannen gemaakt om de spoorbrug op dubbelspoor te brengen. Door het uitbreken van Tweede Wereldoorlog werden deze plannen vertraagd. Op 25 juni 1957 werd besloten een nieuwe spoorbrug op de bestaande pijlers te plaatsen.
In 1962 werd de nieuwe stalen spoorbrug in gebruik genomen. De overspanningen bedragen 48,24 meter, 59,42 meter en 48,24 meter.
In november 2009 werd begonnen met de bouw van de tweede Rijnbrug. Deze brug moet eind 2012 in gebruik worden genomen.

## Trajecten

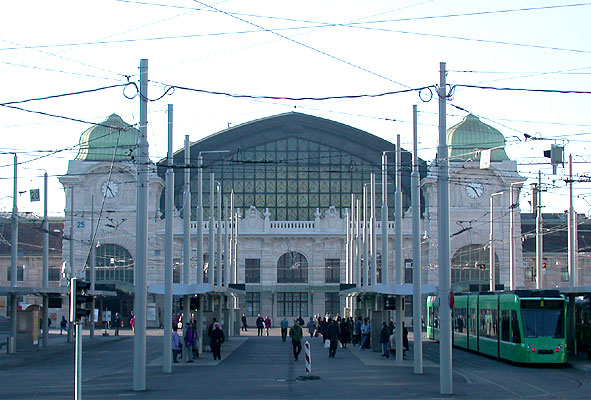
Basel SBB Bahnhof en de Centralbahnplatz

Sinds de opening van het eerste traject naar en van Bazel werden zowel in groot-Bazel als in klein-Bazel de trajecten veranderd.
Op stapel staan nog de bouw van de Durchmesserlinie Basel een ondergrondse spoorlijn van het station Basel SBB met twee tunnelstations in het stadscentrum van Groot-Bazel en twee tunnelstations in het centrum van Klein-Bazel naar het station Basel Badischer Bahnhof.

### Groot-Bazel
In 1901 werd een nieuw traject tussen het station Basel St. Johann en het station Basel SBB buiten de stad Groot-Bazel om geopend. Dit traject loopt door twee tunnels. Het oude traject is later in gebruik genomen als tramlijn van de Basler Verkehrs-Betriebe (BVB).

### Klein-Bazel

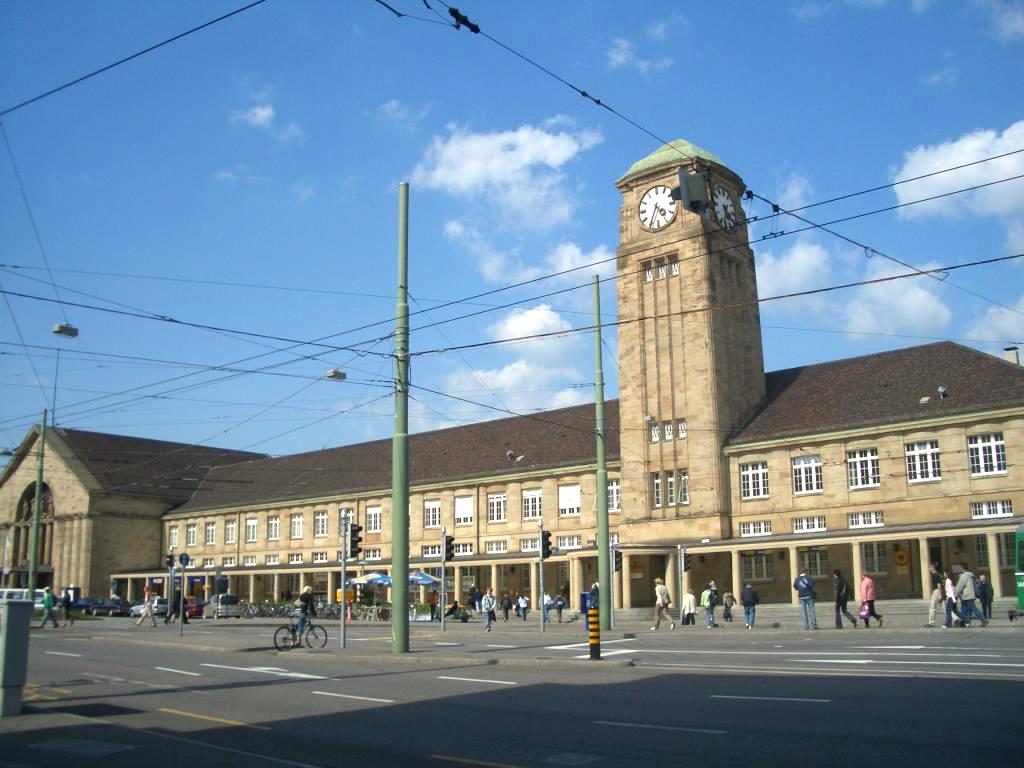
Basel Badischer Bahnhof gebouwd in 1913

In 1913 werd een nieuw traject tussen de spoorbrug over de Rijn en Weil am Rhein in gebruik genomen. Op de plaats van het vroegere Basel Badischer Bahnhof is daarna het Messe-centrum (Jaarbeurscomplex) gebouwd. Dit gebouw licht rond 800 meter van het nieuwe Basel Badischer Bahnhof.
Als onderdeel van de Durchmesserlinie Basel is bij het Messe-centrum de bouw van een tunnelstation in het Messe-centrum voorzien.

## Gebruik
Bijna alle lange afstandtreinen en regionale treinen van de Deutsche Bahn (DB) die langs de Rijn reden eindigen in het station Basel SBB.

## Toekomst/actueel
Het plan om in de toekomst een tweede dubbelsporige spoorbrug over de Rijn te bouwen is eind 2009 aangevangen en zal naar planning eind 2012 klaar zijn.
De financiering van dit project werd door artikel 23 van de Leistungsvereinbarung tussen de Zwitserse Eidgenossenschaft en de SBB AG van 2007 tot 2010 zeker gesteld.

## Projecten
Een groot probleem van de Regio-S-Bahn is het ontbreken van een doorgaand traject door het centrum, alsmede het ontbreken van een ontsluiting van de binnenstad van Bazel. Op lange termijn kan een ondergrondse keertunnel worden gebouwd die het station Basel SBB met twee tunnelstations in het stadscentrum van Groot-Bazel en twee tunnelstations in het Messe-centrum van Klein-Bazel verbindt met Basel Badischer Bahnhof.
Op deze stations zullen de treinen van S1, S3, S4, S5 en S6 dusdanig ingelegd worden dat op het City-traject er om de 7½ minuut een trein zal rijden.

### Centrumvariant
De centrumvariant ontsluit de bestaande knooppunten met twee tunnelstations, te weten station Barfusserplatz en Marktplatz, in het stadscentrum van Groot-Bazel, en met twee tunnelstations, te weten station Clarastrasse en Messeplatz, in het Messe-centrum van Klein-Bazel. Hier zijn nog een tweetal subvarianten. De Basler Regierungsrat maakte op 20 november 2007 bekend dat naar deze varianten nog een studie zal volgen.

### Noordelijke variant
De noordelijke variant ontsluit de toekomstige ontwikkelingsgebieden bij de Rheinhäfen en St. Johann en Klybeck alsmede arbeidsplaatsen in de chemische industrie van Novartis. Het traject van Basel-St. Johann naar het station Badischer Bahnhof is in dit geval als een viaduct voorzien. Dit betreft een goedkopere variant dan de centrumvariant.
- lengte noordelijke variant: 7,7 km
- lengte centrumvariant: 4,3 - 4,8 km
- referendum (gepland): 2020
- begin bouwwerkzaamheden (gepland): 2021
- ingebruikname (gepland): 2028

## Elektrische tractie
Het traject van Basel SBB naar Freiburg im Breisgau werd net als de meeste spoorlijnen in Zwitserland en Duitsland geëlektrificeerd met een spanning van 15.000 volt, 16 2/3 Hz wisselstroom.
Het traject van Mulhouse naar Basel SNCF werd geëlektrificeerd met een spanning van 25.000 volt, 50 Hz wisselstroom (het Franse systeem).
In het station van Bazel SBB bevindt zich tussen het Franse en binnenlandse deel een spanningssluis waar beide spanningssoorten gescheiden zijn. Op dit deel is een bovenleiding zonder spanning aanwezig. De elektrische locomotieven worden hier met een diesellocomotief of een elektrische meerspanningslocomotief gerangeerd.
Het traject van Basel Bad Bf naar Waldshut is niet geëlektrificeerd.